# Arroyo del Tigre (Río Cuareím)
El arroyo del Tigre es un pequeño curso de agua uruguayo que recorre el departamento de Artigas. Con un recorrido paralelo al Arroyo Sepulturas, desemboca en el río Cuareim, cerca de la Picada de Álvez. Pertenece a la Cuenca del Plata.